# Vivir la vida
Vivir la vida (en portugués: Viver a Vida) es una telenovela brasileña creada por Manoel Carlos y emitida originalmente en su país de origen por Rede Globo desde el 14 de septiembre de 2009 hasta el 14 de mayo de 2010.
Fue protagonizada por Taís Araújo, José Mayer, Alinne Moraes, Mateus Solano, Giovanna Antonelli, Thiago Lacerda y Bárbara Paz y Lília Cabral. Por su actuación como Teresa Saldanha, Lília Cabral fue nominada al Emmy Internacional, en la categoría de mejor actriz.

## Producción
Vivir la vida tenía escenas grabadas en el Medio Oriente y Europa. Un equipo de 27 profesionales de la Rede Globo, incluyendo actores, directores y productores, pasó 46 días trabajando en tres países. Israel marcó el comienzo de las grabaciones, con los actores Thiago Lacerda, Rodrigo Hilbert, Thianna Bialli y Natasha Haydt. Una compañía de producción fue contratada para proporcionar apoyo local, elevando el número de profesionales a 55. Además de las calles de Jerusalén, la Basílica del Santo Sepulcro, el Muro de las Lamentaciones, el Mar Muerto, la Iglesia de las Lágrimas y el Monte de los Olivos sirvieron como escenario para las grabaciones.
El largo período de grabación fuera del país dio lugar a la dificultad de producir la escena en la que el personaje Luciana sufrió un accidente de autobús en el desierto de Jordania. En Búzios, en el litoral de Río de Janeiro – una de las principales escenas de la telenovela – la dirección privilegió escenas en lugares turísticos como Orla Bardot, Rua das Pedras, restaurantes, clubes nocturnos, la playa de Azedinha, el muelle y el puerto deportivo. Para interpretar a una tetrapléjica, Alinne Moraes contó con la asesoría de la periodista paulista Flavia Cintra, parapléjica, madre de gemelos.

### Escenografía y arte
Además de varias escenas en la ciudad de Río de Janeiro, se construyeron tres ciudades escenográficas en el Central Globo de Produção, en Jacarepaguá, para las grabaciones externas de la telenovela. Uno de ellas representaban el balneario de Búzios. Una de ellas se inspiró en la Rua das Pedras y su comercio, especialmente el restaurante de García (Mário José Paz); una heladería – donde trabajaba Flavinho, el personaje de Leonardo Miggiorin – y tiendas de regalos. La otra retrataba la posada de Edite (Lica Oliveira), que tenía muchos escenarios en su interior, como los chalets y habitaciones, la recepción, el vestíbulo y el restaurante. El equipo de escenografía invirtió en madera y hierro envejecido para dar un aspecto rústico a estos escenarios.
La tercera ciudad escénica representaba partes de los barrios de Botafogo, Jardín Botánico y Leblon, en la zona sur de Río de Janeiro.

### Trajes y caracterización
La telenovela se centró en el glamour y en los bastidores del universo de la moda, especialmente a través de Helena (Taís Araújo), Teresa (Lília Cabral) y Luciana (Alinne Moraes), tres de las protagonistas, modelos en diferentes etapas de sus carreras. Helena tenía un estilo contemporáneo, y Luciana tenía un estilo más despojado, colorido y corto.

### Casting
La elección de Taís Araújo para interpretar al protagonista de la telenovela del horario estelar fue considerada un hito en la historia del drama televisivo brasileño, a pesar de que el personaje ha perdido centralidad a lo largo de la trama.
```
Según el cineasta e investigador Joel Zito Araújo, "a la importancia se debe no solo al hecho de que fue la primera protagonista negra en el prime time, sino también al trato inédito que se le dio al personaje, que no se insertó en un contexto blanco. Helena tenía una familia negra, en la que cada miembro tenía su propia historia. También se aplaudió la apreciación del cabello encrespado de la actriz". 
```

Inicialmente, Manoel Carlos quería a Fernanda Vasconcellos y Thiago Rodrigues como personajes centrales – ella como Luciana y él como los gemelos Jorge y Miguel – pero los dos ya habían sido reservados para Tempos Modernos, curiosamente también como una pareja romántica. Mateus Solano, que había llamado la atención del autor por su actuación en el teatro, fue invitado por Manoel para interpretar a los gemelos. José Wilker interpretaría a Marcos, pero terminó siendo reemplazado sin explicación por José Mayer. El autor quería tener a Lázaro Ramos y a Grazi Massafera en el reparto, pero ambos ya estaban programados para otras obras. Nikolas Antunes pasó en las audiciones para interpretar a Diogo, un joven que viviría una aventura amorosa con Teresa, interpretada por Lília Cabral, pero el personaje no entró en la telenovela. En su lugar, el autor decidió crear a Jean-Marie, interpretado por Jean Pierre Noher. Larissa Queiroz, que interpretaría un personaje en la producción, también fue excluida antes de grabar cualquier escena. Débora Nascimento, Beto Nasci y Antônio Firmino serían originalmente personajes recurrentes, pero terminaron convirtiéndose sólo en apariciones especiales en los primeros capítulos.

## Sinopsis
Helena (Taís Araújo) es una joven y hermosa supermodelo que siempre ha tenido mucho éxito en su vida personal y profesional. Su vida comienza a cambiar cuando conoce a Marcos (José Mayer), un hombre encantador que acaba de divorciarse. Marcos se casó con Teresa (Lília Cabral), con quien tuvo tres hijas: Isabel (Adriana Birolli), la adoptada Mia (Paloma Bernardi) y Luciana (Alinne Moraes). Luciana es una niña mimada que se ha convertido en la mayor rival de Helena en las pasarelas. Revuelta por el nuevo romance de su padre, se unirá a su madre para luchar contra la nueva pareja. 
Luciana está saliendo con Jorge (Mateus Solano), un hombre que está enamorado de ella, pero al que no le gusta la idea de que sea modelo. Jorge tiene un hermano gemelo, Miguel (Mateus Solano), que se opone totalmente a su manera, lo que siempre ha causado muchas peleas entre los hermanos. Después de que todas estas vidas se hayan cruzado, Luciana pasará por un momento difícil, y se sorprenderá con la ayuda que recibirá de Miguel, el hermano de su novio.
Superar la adversidad fue la gran apuesta de la telenovela, desde el éxito de la modelo negra, Helena, y después teniendo centralidad el drama sufrido por Luciana (Alinne Moraes).

## Reparto

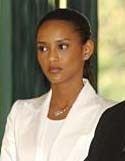
Taís Araújo interpreta a la supermodelo Helena.

| Actor/Actriz         | Personaje                                     |
| -------------------- | --------------------------------------------- |
| Taís Araújo          | Helena Toledo                                 |
| José Mayer           | Marcos Ribeiro                                |
| Alinne Moraes        | Luciana Saldanha Ribeiro                      |
| Mateus Solano        | Miguel Assunção de Moraes                     |
| Mateus Solano        | Jorge Assunção de Moraes                      |
| Lília Cabral         | Teresa Saldanha                               |
| Giovanna Antonelli   | Dora Regina Vitória Vilela Campos             |
| Thiago Lacerda       | Bruno Martins                                 |
| Bárbara Paz          | Renata Ferreira                               |
| Natália do Vale      | Ingrid Guimarães Machado                      |
| Nelson Baskerville   | Leandro Machado                               |
| Letícia Spiller      | Betina Trindade de Araújo Rocha               |
| Marcello Airoldi     | Gustavo de Araújo Rocha                       |
| Camila Morgado       | Malu Trindade                                 |
| Rodrigo Hilbert      | Felipe                                        |
| Maria Luisa Mendonça | Alice Soares Gurgel                           |
| Adriana Birolli      | Isabel Saldanha Ribeiro                       |
| Paloma Bernardi      | Mia Saldanha Ribeiro                          |
| Christine Fernandes  | Ariane                                        |
| Daniele Suzuki       | Ellen                                         |
| Marcelo Valle        | Osmar                                         |
| Mario José Paz       | José Garcia (Maradona)                        |
| Nanda Costa          | Soraia                                        |
| Aparecida Petrowky   | Sandra Toledo de Oliveira Barbosa (Sandrinha) |
| Marcello Melo Jr.    | Benedito Sampaio (Benê)                       |
| Lica Oliveira        | Edith Toledo                                  |
| Cris Nicolotti       | Regina                                        |
| Patrícia Naves       | Sílvia                                        |
| Max Fercondini       | Ricardo                                       |
| Priscila Sol         | Paixão                                        |
| Carolina Chalita     | Suzana                                        |
| Leonardo Miggiorin   | Flávio                                        |
| Cláudio Jaborandy    | Onofre                                        |
| Cyria Coentro        | Matilde                                       |
| Cecília Dassi        | Clarisse                                      |
| Bruno Perillo        | Bernardo                                      |
| César Mello          | Ronaldo                                       |
| Michel Gomes         | Paulo                                         |
| Luíza Valdetaro      | Glória                                        |
| Carlos Casagrande    | Carlos                                        |
| Hugo Resende         | Marcelão                                      |
| Gisela Reimann       | Marta                                         |
| Rafaela Fischer      | Raquel                                        |
| Sandra Barsotti      | Yolanda                                       |
| Miwa Yanagizawa      | Tomie                                         |
| Cristina Flores      | Vitória                                       |
| Ana Carolina Dias    | Carú                                          |
| Thaíssa Carvalho     | Cida                                          |
| Roberta Almeida      | Nice                                          |
| Márcia di Milla      | Dalva                                         |
| Gabriela Fércia      | Vera                                          |
| Klara Castanho       | Rafaela                                       |
| Caio Manhente        | Gabriel                                       |

### Participaciones especiales
| Actor/Actriz       | Personaje                    |
| ------------------ | ---------------------------- |
| Jean Pierre Noher  | Jean-Marie Clinton           |
| Laércio de Freitas | Oswaldo Toledo               |
| Juliana Paiva      | Diva                         |
| Débora Nascimento  | Roberta Viana                |
| Beto Nasci         | Afonso                       |
| Leonardo Machado   | Leonardo Melo (Léo)          |
| Isabel Melo        | Lívia Melo                   |
| Lionel Fischer     | Daniel Moretti Filho         |
| Rafael Sieg        | Gilberto Gonzaga Neto (Neto) |
| Aline Fanju        | Myrna                        |
| Lolita Rodrigues   | Noêmia Ribeiro               |
| Caetano O'Maihlan  | Alexandre Moraes             |
| Angela Barros      | Celeste Meira                |
| João Velho         | Lauro Muniz                  |
| Paulo Lessa        | Mário Alves                  |
| Mel Fronckowiak    | Duda                         |
| Karina Dohme       | Ísis                         |
| Arieta Corrêa      | Laura                        |
| Antônio Firmino    | André                        |
| Elisa Lucinda      | Rita                         |
| Babu Santana       | Coisa Ruim                   |
| Cléo Ventura       | Margot                       |
| Anthero Montenegro | Philip                       |
| Hélio Ribeiro      | Vicente                      |
| Cristina Prochaska | Nina                         |
| Lígia Cortez       | Enfermera                    |
| Thianna Bialli     | Fanny                        |
| Natasha Haydt      | Anna                         |
| Gabz               | Helena (joven)               |
| Ana Botafogo       | Ella misma                   |
| Luiza Brunet       | Ella misma                   |
| Mila Moreira       | Ella misma                   |

## Repercusión
Vivir la vida se estrenó con 43 puntos de rating, lo que representa un aumento de seis en comparación con el estreno de la telenovela precedente, Caminho das Índias. La telenovela cerró su primera semana de exhibición con un promedio de 37 puntos, la mejor audiencia de una telenovela desde 2006, con Páginas de la vida, también de Manoel Carlos. En su penúltimo capítulo, Vivir la vida tuvo un promedio de 44 puntos. Su último capítulo marcó el récord de la telenovela al alcanzar un promedio de 47 puntos. Vivir la vida tuvo un promedio general de 36 puntos, dos menos que Caminho das Índias, convirtiéndose en la telenovela de Rede Globo de menor audiencia en su horario de emisión.